# Association sportive Mirebalais
L’Association sportive Mirebalais est un club haïtien de football basé à Mirebalais. Il a remporté deux titres de champion en 2004-05 (Ouverture) et 2013.

## Historique
L'AS Mirebalais est fondée le 16 août 2000, à la suite du regroupement de tous les clubs de la ville. Il débute en Ligue Haïtienne en 2004, à l'occasion du tournoi d'ouverture 2004-05, qu'il remporte dès sa première participation. Il confirme ses bons débuts en atteignant la finale de la Coupe d'Haïti, l'année suivante. 
L'ASM remporte un second titre en 2013, ce qui lui permet de participer pour la première fois au CFU Club Championship, la compétition rassemblant les meilleures formations des Caraïbes.

## Palmarès
- Championnat d'Haïti (2) :
  - Champion en 2004-05 (Ouv.) et 2013.
  - Vice-champion en 2008 (Ouv.) et 2018 (Ouv.).